# 2 Pułk Szwoleżerów Rokitniańskich

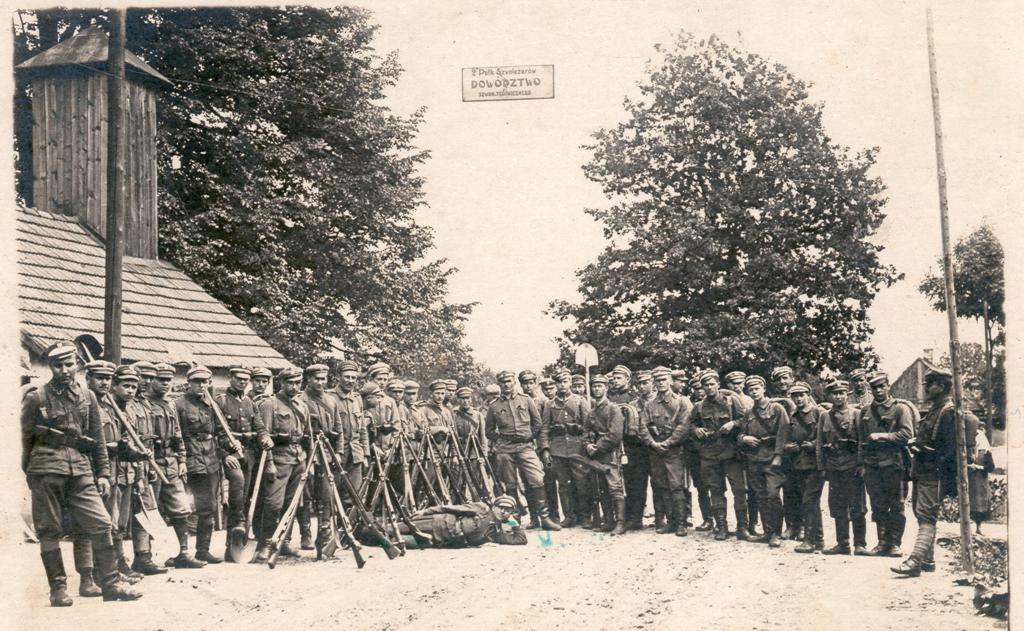
2 Pułk Szwoleżerów, wiosna 1919, Pruchna, miejsce postoju dowództwa szwadronu technicznego

2 Pułk Szwoleżerów Rokitniańskich (2 pszwol.) – oddział kawalerii Wojska Polskiego.
- Miejsce postoju: Starogard Gdański (do kwietnia 1926 – Bielsko).
- Święto pułku było obchodzone 13 czerwca, w rocznicę szarży pod Rokitną w 1915[3]
- Utworzony w 1918 z odtworzonego dawnego 2 pułku Ułanów Legionowych, od 1919 pułk szwoleżerów. Nazwa dla upamiętnienia szarży 2 pułku pod Rokitną w 1915
- W kampanii 1939 walczył w składzie Armii „Pomorze” w Pomorskiej BK, walczył w bitwie nad Bzurą, pod Ozorkowem 12 września 1939, część żołnierzy pułku przebiła się do Warszawy.

## Rodowód pułku
Pierwsze zawiązki polskiej jazdy powstały w Oddziałach Konnych lwowskiego i krakowskiego „Sokoła” w zaborze austriackim. Niezależna od formacji sokolich organizacja „Strzelec” utworzyła konny oddział, który potem otrzymał nazwę 1 szwadronu kawalerii Legionów. Oprócz tego w Krakowie zawiązały się dwa konne oddziały, 2 i 3 szwadron kawalerii Legionów, które w czerwcu 1915 połączyły się tworząc dywizjon kawalerii Legionów. Również w tym samym miesiącu koło Piotrkowa sformowano 5 i 6 szwadron kawalerii. Z tych szwadronów, oraz oddziału karabinów maszynowych i patrolu telefonicznego w październiku 1915 zorganizowany został II dywizjon kawalerii LP. 10 listopada 1915 doszło do połączenia się tych dwóch dywizjonów i powstał wówczas 2 pułk ułanów Legionów Polskich. Początkowo w skład jego wchodziły cztery szwadrony, a szwadron składał się z czterech plutonów po 24 ułanów każdy. Manifest dwóch cesarzy, niemieckiego i austriackiego z 5 listopada 1916 zapoczątkował kryzys w szeregach Legionów. Pułk ułanów odmówił złożenia przysięgi na wierność cesarzowi i 18 lutego 1918 został rozwiązany. Po upadku Austrii odrodził się w Krakowie 2 listopada 1918 jako 2 pułk ułanów Wojska Polskiego.

## Pułk w walce o granice
Bazą organizacyjną odradzającego się 2 pułku ułanów Wojska Polskiego stały się koszary na Zakrzówku pod Krakowem. Nowo sformowany i uzbrojony oddział wysyłano na front. 9 listopada 1918 jako pierwszy wyruszył pluton, który walczył pod Lwowem, Stawczanami, Basiówką i Bartałowem. W czerwcu 1919 powrócił do pułku już jako szwadron. Na front do Małopolski Wschodniej w dniu 3 grudnia 1918 wyruszył półszwadron, a w styczniu 1919 wyruszyły pozostałe szwadrony. Pułk jako zasłużony w bojach legionowych 1 stycznia 1919 otrzymał „gwardyjskie” miano – 2 pułk szwoleżerów.
30 stycznia 1919 3 i 4 szwadron pod dowództwem rtm. Ożegalskiego odeszły na front cieszyński, gdzie pełniły służbę zwiadowczą i wzięły udział w bitwie pod Skoczowem i Kończycami. Dozorowały również linię Wisły. Szwadron zapasowy pułku został w marcu 1919 przeniesiony do Brzezia pod Włocławkiem.
20 czerwca 1919 Minister Spraw Wojskowych, generał porucznik Józef Leśniewski dla upamiętnienia szarży pod Rokitnem nadał pułkowi nazwę „2-gi pułk szwoleżerów Rokitniańskich”.
Koncentracja wszystkich oddziałów pułku nastąpiła w sierpniu 1919 w Bielsku, oraz rejonie Bolska Cieszyńskiego i wówczas pułk zaczął działać jako całość. W październiku transportami kolejowymi przerzucono pułk w rejon Lipna na Kujawach. 23 października 1919 utworzono Front Pomorski, którego zadaniem było przejmowanie Pomorza z rąk zaborcy pruskiego. W drugiej fazie organizacji w skład 5 Brygady Jazdy wszedł również 2 pułk Szwoleżerów Rokitniańskich. W styczniu 1920 pułk przekroczył w rejonie Dobrzynia dawną granice niemiecką i maszerował na kierunku: Dobrzyń – Golub – Wąbrzeźno – Grudziądz – Bytoń, oraz 29 stycznia 1920 pod Zblewem na kierunku: Kościerzyna – Kartuzy – Wejherowo – Puck. Podczas przejmowania Pomorza pułk szedł triumfalnym marszem przy niekończących się owacjach i gościnności okazywanej przez ludność polską.
Szwadron honorowy reprezentował pułk podczas uroczystości zaślubin Polski z Bałtykiem w Pucku w dniu 10 lutego 1920, a dwa dni później również w Gdyni. Przez dwa miesiące pułk stacjonował w rejonie Wejherowa, Redy i Żarnowca osłaniając granicę z Niemcami i z Wolnym Miastem Gdańskiem.
| Obsada personalna pułku w 1920 | Obsada personalna pułku w 1920              |
| Stanowisko                     | Stopień, imię i nazwisko                    |
| ------------------------------ | ------------------------------------------- |
| Dowódca pułku                  | mjr Rudolf Rupp                             |
| Lekarz wet.                    | por. lek. wet. Stanisław Wroceński          |
| Dowódca I dywizjonu            | mjr Tadeusz Seliger                         |
| Dowódca II dywizjonu           | rtm. Wincenty Karski                        |
| Dowódca 1 szwadronu            | por. Waldemar Rytarowski                    |
| Dowódca 1 szwadronu            | por. Józef Solecki                          |
| Dowódca 1 szwadronu            | por. Medard Cibicki                         |
| Dowódca plutonu                | ppor. Henryk Dobrzański                     |
| Dowódca plutonu                | pchor. Henryk Palembach                     |
| Dowódca plutonu                | wchm. Marian Konieczny                      |
| Dowódca 2 szwadronu            | rtm. Wincenty Karski                        |
| Dowódca 2 szwadronu            | rtm. Jan Chwalibóg                          |
| Dowódca plutonu                | ppor. August Nieniewski                     |
| Dowódca plutonu                | ppor. Zdzisław Lorenz                       |
| Dowódca 3 szwadronu            | ppor. Stanisław Miłaszewski († 31 VIII)     |
| Dowódca 4 szwadronu            | rtm. Andrzej Kunachowicz                    |
| Dowódca plutonu                | ppor. Paweł Mencel                          |
| Dowódca plutonu                | wchm. Emil Duda (ranny17 VIII, 10 X)        |
| Dowódca plutonu                | wchm. Piotr Wideryński († 31 VIII)          |
| Dowódca szwadronu km           | por. Wiktor Kunachowicz                     |
| Dowódca plutonu                | ppor. Michał Antoniewicz                    |
| Dowódca plutonu                | pchor./ppor. Eugeniusz Różański († 31 VIII) |
| Dowódca plutonu                | wchm. Bolesław Krygier                      |
| Dowódca plutonu                | kpr. Tadeusz Smelczyński                    |
| Dowódca oddziału sztabowego    | rtm. Juliusz Ziemba                         |
| W oddziale                     | pchor. Adam Niedzielski?                    |
| Oficer pułku                   | rtm. Józef Gruja                            |
| Oficer pułku                   | rtm. Jan Małysiak                           |
| Oficer pułku                   | por. Tadeusz Michałkiewicz                  |
| Oficer pułku                   | ppor. Tadeusz Różański                      |
| Oficer pułku                   | ppor. Tadeusz Siemieński                    |
| Oficer pułku                   | pchor. Stefan Strzałkowski († 30 VIII)      |

W dniach 10–17 kwietnia 1920 pułk przetransportowano na Front Ukraiński, do Galicji Wschodniej. Pułk liczył wówczas około 800 szabel i w dniach 20–27 kwietnia brał udział w ataku na Koziatyn, trzykrotnie nacierając na dworzec kolejowy w tej miejscowości. W rejon ten w maju 1920 przybyły oddziały Armii Konnej Siemiona Budionnego, z którymi w czerwcu pułk musiał walczyć.
Delegacji pułku 13 czerwca 1920 został w Krakowie na Wawelu wręczony sztandar pułkowy, z którym uczestniczył w dalszych walkach pod Szczurowicami (26 lipca), Klekotowem (3 sierpnia) i Radziechowem (13 sierpnia). Pułk brał udział w 33 ważniejszych i większych akcjach, a swój szlak bojowy zakończył 10 października 1920 udziałem w zdobyciu Korostenia. Straty pułku w kampanii 1920 oblicza się na 113 poległych, w tym 6 oficerów, 21 podoficerów i 86 szwoleżerów.

## Pułk w okresie pokoju

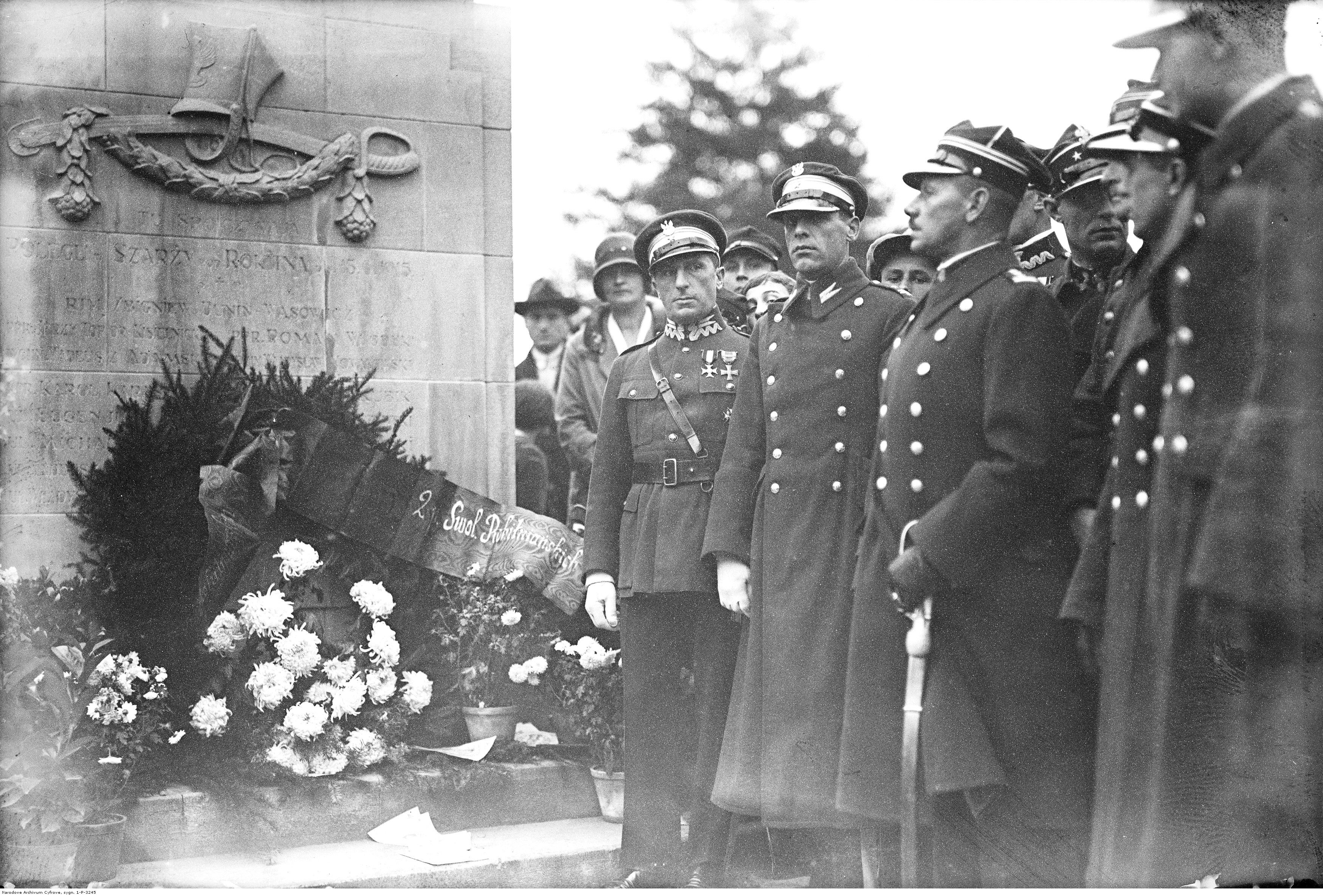
Złożenie hołdu poległym w bitwie pod Rokitną w Krakowie 1 listopada 1927

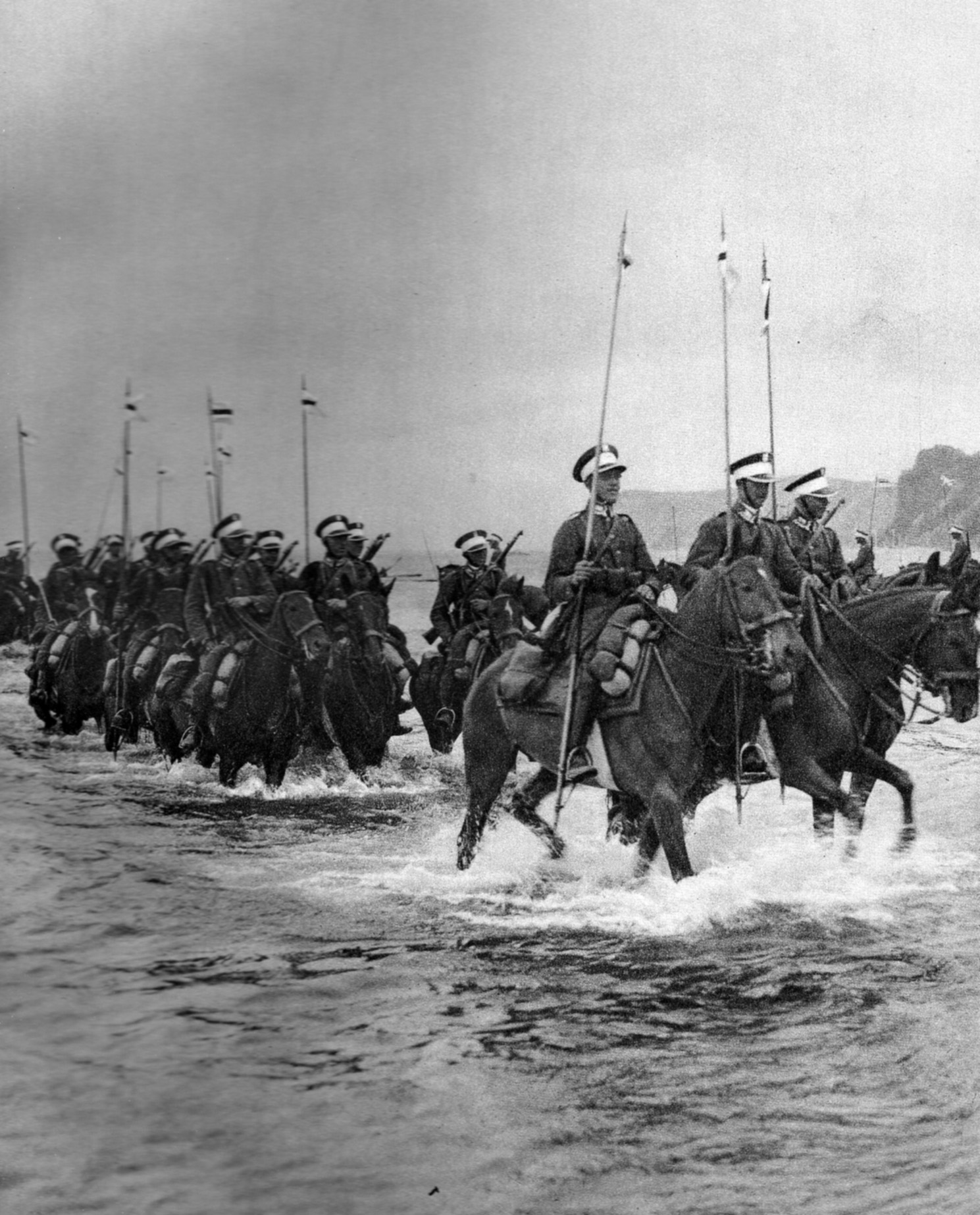
2 Pułk Szwoleżerów defiluje w Pucku w 1934 przed gen. Orlicz-Dreszerem

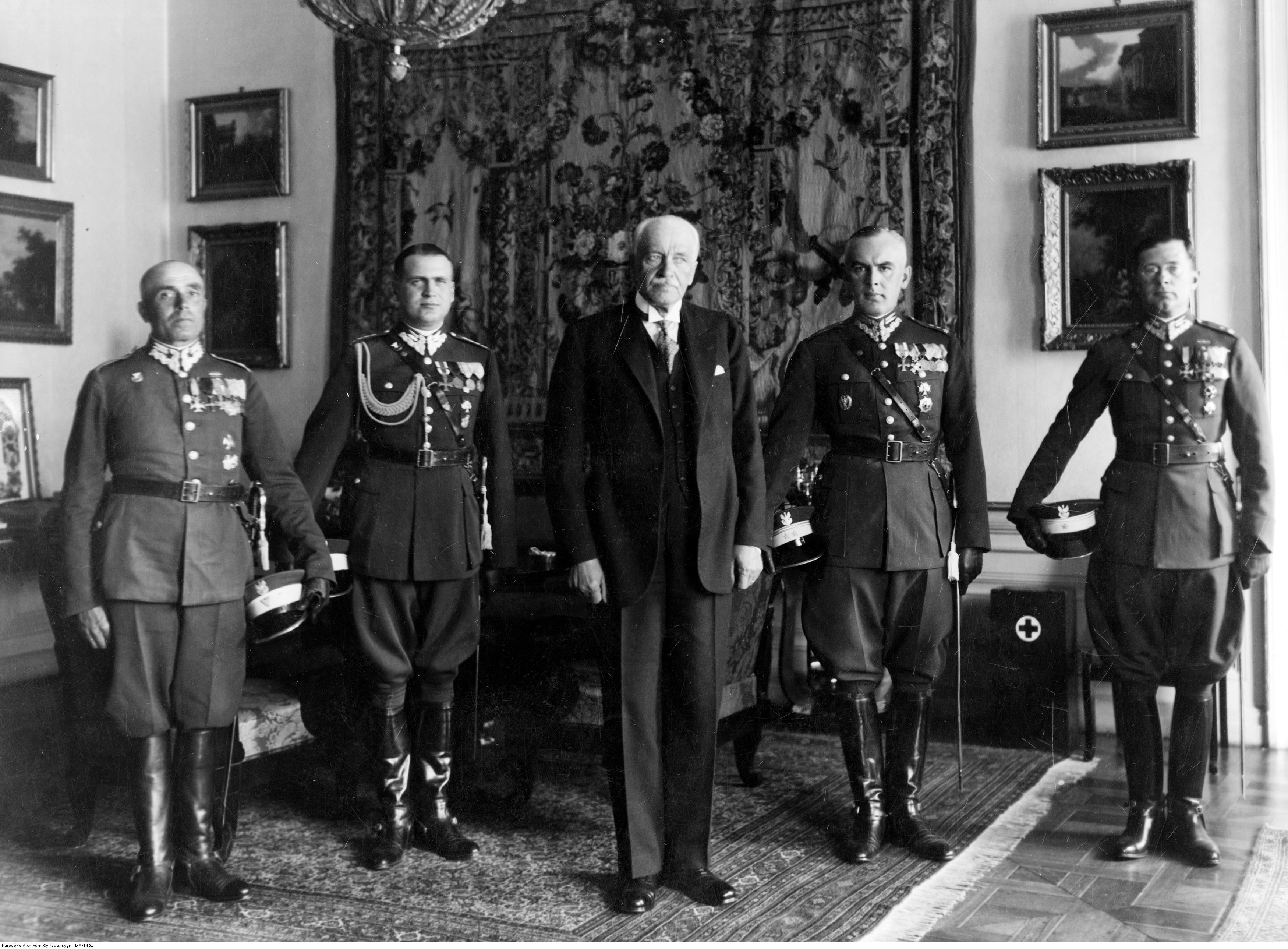
Delegacja 2 pszwol. z ppłk Leonem Mitkiewiczem-Żołłtkiem (drugi z prawej) na czele na audiencji u prezydenta RP Ignacego Mościckiego 8 czerwca 1934

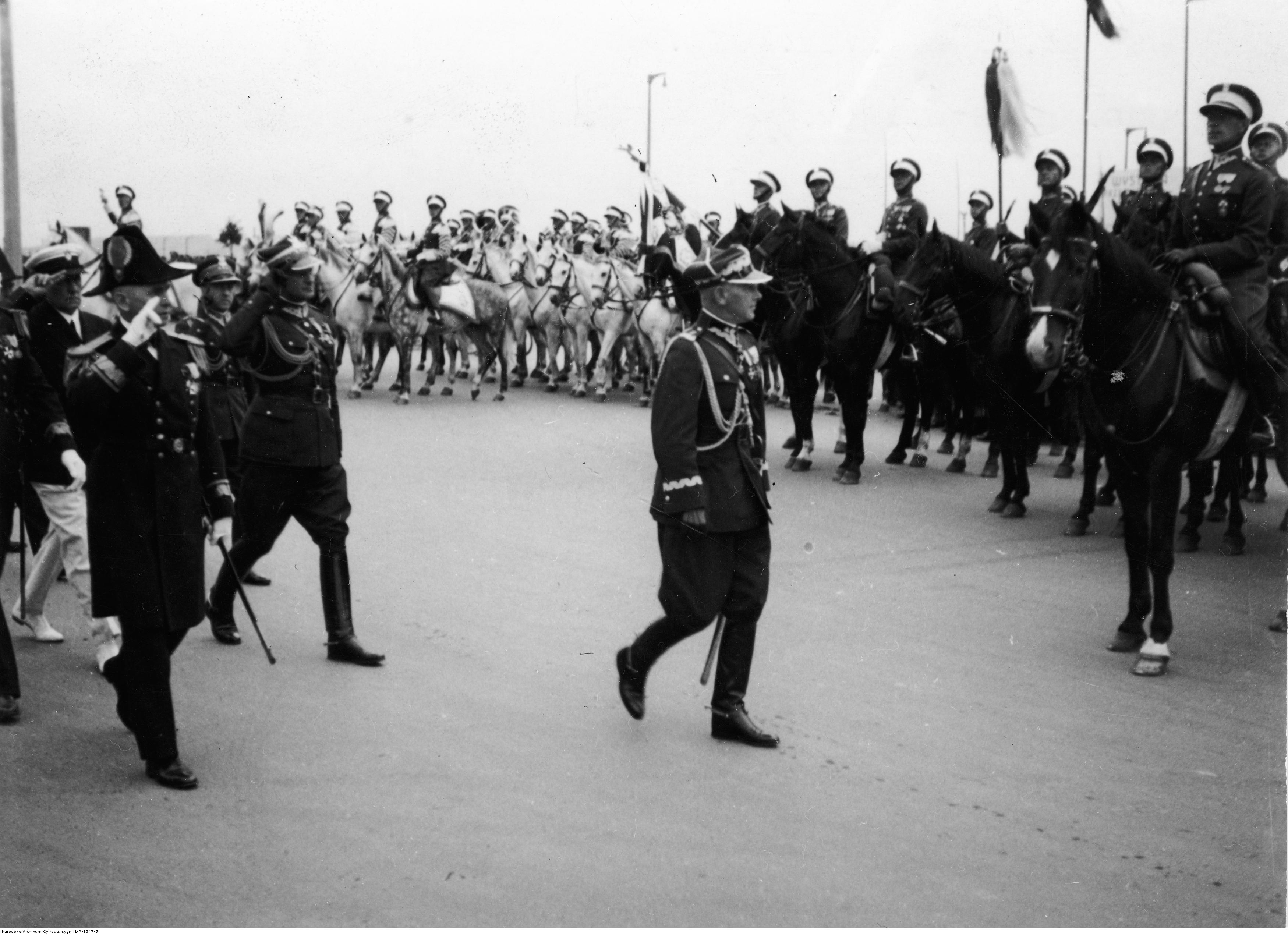
Obchody Święta Morza w Gdyni 29 czerwca 1935. Gen. Edward Rydz-Śmigły przed frontem szwadronu 2 pszwol.

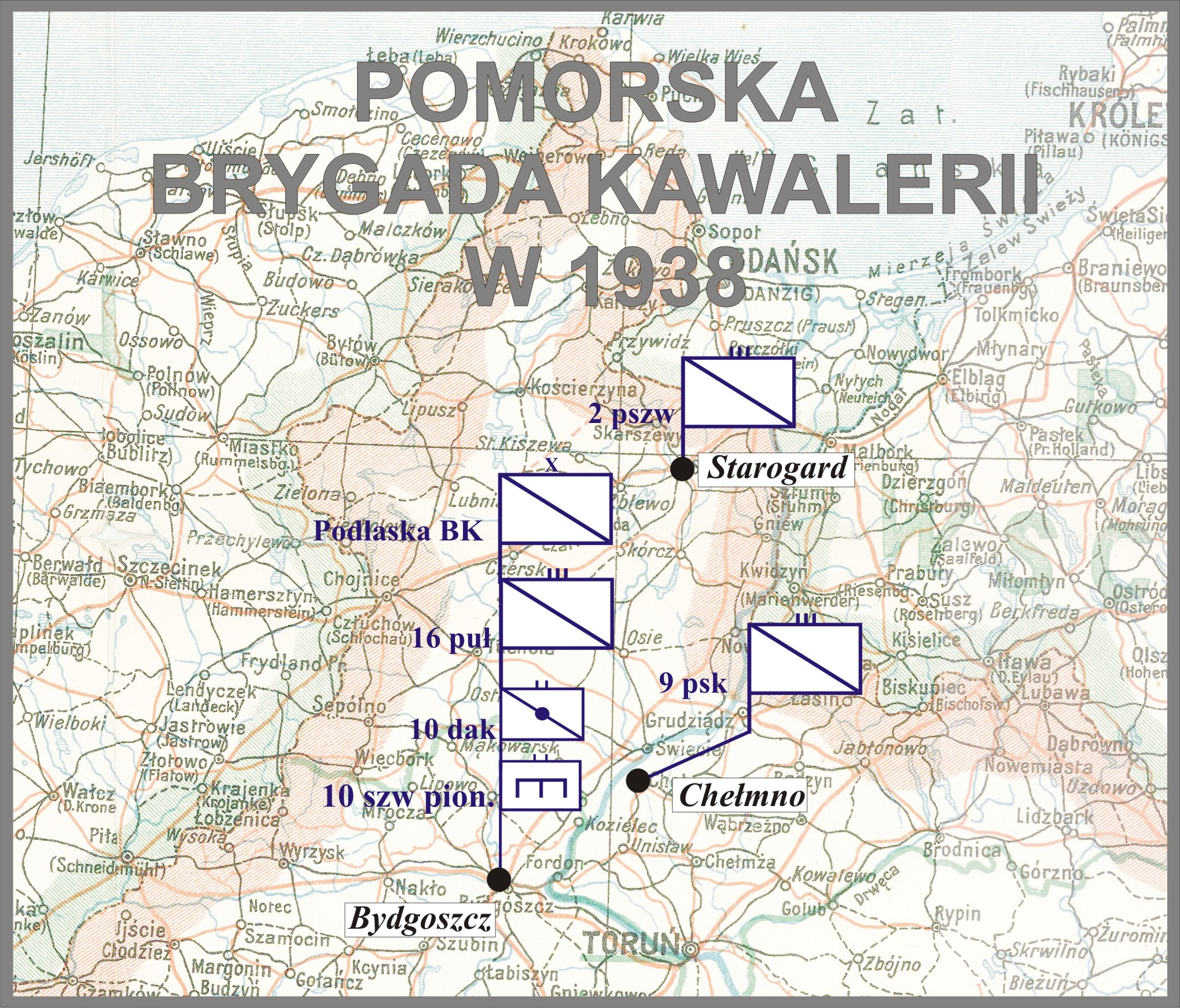
Pomorska BK w 1938

W listopadzie 1920 dowództwo pułku, 1 szwadron i szwadron ckm oraz plutony łączności i pionierów przedyslokowane zostały do Bielska, do Bochni przegrupował się 3 i 4 szwadron, do Pszczyny 1 szwadron.
W szwadronach dobrano konie maściami. W 1 szwadronie były kasztany, w drugim – jasnogniade i gniade, w trzecim – ciemnogniade, czwartym – szarogniade i kare, w plutonie łączności i w plutonie pionierów – szpakowate, a w orkiestrze – siwe i szpakowato-żelaziste.
W kwietniu 1926 65 pułk piechoty opuścił Starogard na Kociewiu. Od czerwca poszczególne szwadrony 2 pułku zajmowały zwolnione koszary. W marcu 1930 ze Starogardu do Tczewa przeszedł 2 batalion strzelców. Pułk koszary przejął i tym samym po raz drugi poprawił swoje warunki bytowe.
Latem 1937 odbyła się w pułku inspekcja. Gen. Wieniawa-Długoszowski wysoko ocenił działanie szwadronów w polu, wysoki stan dyscypliny żołnierskiej oraz ład w izbach szwoleżerskich. Wyraził przekonanie, że starogardzcy szwoleżerowie „nie zawiodą w potrzebie”.
Sport w pułku to przede wszystkim biegi długodystansowe koni i konkursy hippiczne. W biegach duże sukcesy odnosili: płk Rudolf Rupp, rtm. Józef Młodecki, rtm. Tadeusz Kuźmiński i rtm. Konstanty Smolikowski. Do czołówki jeźdźców konkursowych należeli: mjr Michał Woysym-Antoniewicz i mjr Henryk Dobrzański.
W ramach walki z analfabetyzmem dla rekrutów organizowano kursy dokształcające. Szwoleżerów szkolono również na kursach zawodowych. Największą popularnością cieszyły się kursy rolnicze, ogrodnicze i spółdzielcze. Oficerowie pułku brali czynny udział w wykorzystaniu doświadczeń wojennych. Projektowali między innymi ujednolicone racje żywnościowe i sorty mundurowe. Proponowali odpowiednie struktury organizacyjne, pracowano nad nowelizacją regulaminów walki.
Ścisły był też kontakt dowództwa pułku z władzami miasta. W 1927 otwarto, dostępny dla mieszkańców Starogardu, gabinet historyczny. W 1928 część terenu należącego do pułku przeznaczono na boisko sportowe. Pomagano w budowie bursy gimnazjalnej. Zorganizowało też przedszkole dla dzieci z rodzin wojskowych. Święto pułkowe było zawsze okazją do manifestowania polskości Kociewia i całego Pomorza. W latach 1927, 1929 i 1934 do Starogardu przyjeżdżał prezydent RP Ignacy Mościcki.
Pułk organizował kolonie osadników w okolicach Klewania na Wołyniu. Weterani pułku osiedlili się w dwóch osadach „Rokitnianka” i „Szwoleżerów”. Delegacja pułku często odwiedzała Klewań, a osadnicy brali udział w uroczystościach w Starogardzie.
| Pułk w planie mobilizacyjnym „S”   | Pułk w planie mobilizacyjnym „S” | Pułk w planie mobilizacyjnym „S” |
| Nazwa pododdziału                  | Miejsce mobilizacji              | Termin                           |
| ---------------------------------- | -------------------------------- | -------------------------------- |
| dowódca pułku z drużyną            | Starogard                        | alarm                            |
| pluton łączności                   | Starogard                        | alarm                            |
| 1÷4 szwadrony                      | Starogard                        | alarm                            |
| szwadron karabinów maszynowych     | Starogard                        | alarm                            |
| Kwatera Główna nr 108 (I eszelon)  | Starogard                        | alarm                            |
| Kwatera Głowna nr 108 (II eszelon) | Włocławek                        | 4                                |
| poczta polowa nr 60                | Włocławek                        | 4                                |
| Sąd polowy nr 108                  | Włocławek                        | 4                                |
| uzupełnienie do czasu „W”          | Włocławek                        | 5                                |
| dowódca brygady nr 20              | Włocławek                        | 4                                |
| szwadron marszowy 1/2 pszwol.      | Włocławek                        | 18                               |
| szwadron zapasowy                  | Włocławek                        | alarm-15                         |

### Mobilizacja 1939
Podczas letniej koncentracji pomorskich jednostek w 1939 2 pułk szwoleżerów przebywał w rejonie Czersk – Tuchola. W sierpniu wszedł w skład Grupy Operacyjnej „Czersk”. Pułk powrócił do Starogardu po otrzymaniu rozkazu o mobilizacji z 24 sierpnia 1939 gdzie przyjął rezerwistów oraz otrzymał ludzi i konie z Centrum Wyszkolenia Kawalerii w Grudziądzu. Pułk liczył wówczas prawie 1100 szabel. Nadwyżki etatowe skierowano do Ośrodka Zapasowego Brygady w Garwolinie. W trakcie mobilizacji alarmowej w grupie zielonej 2 pułk szwoleżerów w Starogardzie zmobilizowano własny pułk i Stację Radiotelegraficzną typ II nr 5. Dodatkowo w szwadronie zapasowym 2 p szw. we Włocławku, zmobilizowano w ramach mobilizacji alarmowej w grupie żółtej: szwadron marszowy pułku, kolumny taborowe dla PBK nr 841 i 842, a w I rzucie mobilizacji powszechnej szwadron marszowy 16 pułku ułanów i uzupełnienia marszowe dla szwadronów łączności i pionierów PBK.
| Obsada personalna i struktura organizacyjna w marcu 1939 | Obsada personalna i struktura organizacyjna w marcu 1939 |
| Stanowisko                                               | Stopień, imię i nazwisko                                 |
| -------------------------------------------------------- | -------------------------------------------------------- |
| dowódca pułku                                            | ppłk dypl. Józef Trepto                                  |
| I zastępca dowódcy                                       | ppłk Tadeusz Łękawski                                    |
| I zastępca dowódcy (dubler)                              | mjr dypl. Zygmunt Zalewski                               |
| adiutant                                                 | por. Stanisław Stryjewski                                |
| naczelny lekarz medycyny                                 | mjr lek. wet. dr Henryk Bazyli Dąbrowski                 |
| lekarz weterynarii                                       | por. lek. wet. Stanisław Gustaw Sosiński                 |
| komendant rejonu PW Konnego                              | rtm. adm. (kaw.) Jozef Ludwik Rudnicki                   |
| II zastępca dowódcy (kwatermistrz)                       | mjr Jan Skawiński                                        |
| oficer mobilizacyjny                                     | rtm. adm. (kaw.) Mieczysław Rozwadowski                  |
| zastępca oficera mobilizacyjnego                         | rtm. adm. (kaw.) Witold Kiełczewski                      |
| oficer administracyjno-materiałowy                       | rtm. Mieczysław Nestorowicz                              |
| dowódca szwadronu gospodarczego                          | por. Stanisław Stryjewski                                |
| oficer gospodarczy                                       | kpt. int. Jan Wróbel                                     |
| oficer żywnościowy                                       | rtm. adm. (kaw.) Konstanty Smolikowski                   |
| dowódca plutonu łączności                                | por. Janusz Borowski                                     |
| dowódca plutonu kolarzy                                  | vacat                                                    |
| dowódca plutonu ppanc.                                   | ppor. Eugeniusz Sobiesław Tuszko                         |
| dowódca 1 szwadronu                                      | por. Adam Jaroszewski                                    |
| dowódca plutonu                                          | ppor. Mieczysław Liber                                   |
| dowódca 2 szwadronu                                      | rtm. Witold Linsenbarth                                  |
| dowódca plutonu                                          | por. Antoni Kubicki                                      |
| dowódca plutonu                                          | ppor. Witold Andrzej Kądzielawa                          |
| dowódca plutonu                                          | ppor. Kazimierz Nowicki                                  |
| dowódca 3 szwadronu                                      | por. Albert Wojciechowski                                |
| dowódca plutonu                                          | por. Tadeusz Kwiryn Cholewiński                          |
| dowódca plutonu                                          | ppor. Zdzisław Władysław Mielnik                         |
| dowódca 4 szwadronu                                      | rtm. Stefan Franciszek Karwacki                          |
| dowódca plutonu                                          | ppor. Władysław Bielański                                |
| dowódca plutonu                                          | ppor. Maciej Aleksander Smolarski                        |
| dowódca szwadronu km                                     | rtm. Stefan Krzyżanowski                                 |
| dowódca plutonu                                          | por. Witold Jan Benon Kreutzinger                        |
| dowódca szwadronu zapasowego                             | mjr Władysław Wichtowski                                 |
| zastępca dowódcy                                         | vacat                                                    |
| na kursie                                                | por. Leszek Józef Szopski                                |

## 2 p szw. w kampanii wrześniowej

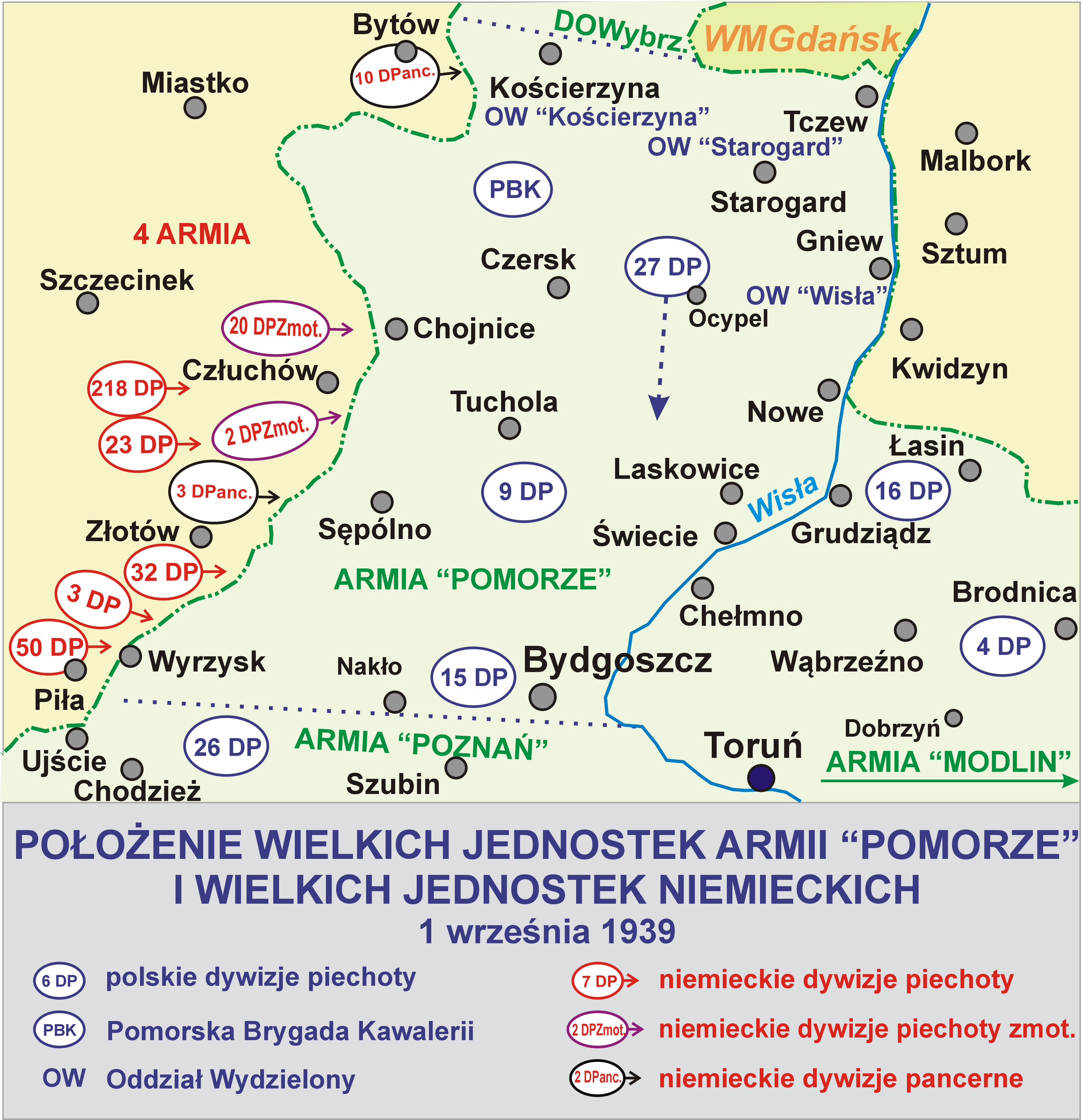
Pułk walczył w składzie PBK

### Działania bojowe 2 pułku Szwoleżerów Rokitniańskich
W związku ze zbliżającą się wojną z Niemcami, Sztab Generalny w Warszawie postanowił utworzyć z dwóch dywizji piechoty i oddziałów towarzyszących tzw. Korpus Interwencyjny i skierować go na Pomorze. Koncentrującą się część tego Korpusu miały osłaniać Oddziały Wydzielone „Tczew”, „Wisła” i „Starogard”, którego trzon stanowił 2 pułk szwoleżerów wydzielony z Pomorskiej Brygady Kawalerii. Zadaniem pułku była osłona 27 DP od północy. Gdyby nieprzyjaciel zaczął napierać z północy, 2 pułk szwoleżerów miał go powstrzymać, cofając się na południe. Jednak do żadnych akcji nie doszło. 29 sierpnia dywizje piechoty wchodzące w skład Korpusu otrzymały rozkaz o wycofaniu się w rejon Koluszek koło Łodzi.

#### W bitwie na Pomorzu
2 pułk szwoleżerów powrócił pod rozkazy dowódcy Pomorskiej Brygady Kawalerii. 30 sierpnia pułk po opuszczeniu koszar w Starogardzie przeszedł na postój ubezpieczony i przyjął ugrupowanie: 2 szwadron w rejonie Swarożyna z zadaniem zamknięcia szosy Starogard – Tczew, 3 szwadron w rejonie Linowca z obowiązkiem zablokowania szosy Starogard – Godziszewo – Gdańsk. Kierunek Starogard – Skarszewy w rejonie rozwidlenia szos ze Starogardu do Bączka i Skarszew zamykał szwadron kolarzy. Reszta pułku jako odwód rozlokowała się w Nowej Wsi, Żabnie i Kręgu (1 szwadron), oraz Borzechowie (4 szwadron). Stanowisko dowodzenia pułkiem zorganizowano w Starogardzie. 31 sierpnia w rejonie Godziszewa patrol rozpoznawczy pułku z 3 szwadronu wziął do niewoli samochód z 3 żołnierzami niemieckimi, którzy zabłądzili i przekroczyli polską granicę. 1 września patrol pułku zabrał do niewoli 2 strażników niemieckich z posterunku granicznego Postołowie. Pułk postawiono w stan pogotowia marszowego. W nocy z 1 na 2 września saperzy pułku wysadzili most kolejowy na Wierzycy pod Nową Wsią, a II pluton kolarzy – wiadukt kolejowy pod Skarszewami. 2 września pułk otrzymał rozkaz marszu na południe. Opuścił rejon Starogardu zabierając ze sobą kilku ochotników. Po dwugodzinnym odpoczynku w Lubichowie ruszył do Osia przez Drewniaczki. W czasie marszu był atakowany przez samoloty niemieckie, co powodowało zamieszanie i opóźnienie w marszu. Wysłany patrol do torowania drogi przez Osie został ostrzelany. W miejscowości Dwór Sierosławek dowódca pułku zarządził odpoczynek. Do punktu przeznaczenia pozostało zaledwie 15 km. Około godz. 23:00 jednostkę postawiono w stan alarmowy, gdyż groziło jej odcięcie dalszej drogi. Na godz. 1:00 zarządzono zbiórkę oddziałów na szosie Drzycim – Dąbrówka. Na zbiórkę przybyło nieco ponad 300 szwoleżerów. Stanowiło to mniej niż połowę stanu ewidencyjnego pułku. Pozostali nie zdążyli lub pomylili drogę, a zaskoczona potem przez Niemców została odcięta. Dowódca pułku od obecnych odebrał przysięgę na sztandar i zarządził wymarsz oddziałów. Około 3:00 od dowódcy brygady otrzymał rozkaz osiągnięcia forsownym marszem rozwidlenia szos w Grucznie i tym samym osłonę drogi odwrotu w kierunku na Bydgoszcz. Szwadron kolarzy pułku jako straż przednia brygady, otrzymał zadanie opanowania wzgórza w rejonie Gruczna. Stąd ubezpieczać miał rejon ześrodkowania brygady od zachodu. 3 szwadron ubezpieczał przejście brygady na szosę Przechowo – Gruczno. Dalej działał jako jej południowa straż boczna. Szwadron kolarzy wypierał nieprzyjacielskie patrole z Gruczna. Na kolumnę marszową od czoła i ze wzgórza na zachód od Luszkowa nacierali Niemcy. Szwadron kolarzy zaatakował bagnetami piechotę niemiecką. Pod Topolinkiem słabe siły wroga zostały rozbite, natomiast pod Topolnem rozgorzał zacięty bój, gdzie dobrze spisał się szwadron kolarzy idący w straży przedniej. Poniósł on jednak duże straty i stanowił już tylko siłę ekwiwalentnego plutonu. Idący w straży tylnej pluton łączności i 3 szwadron zostały odcięte ponosząc duże straty w czasie marszu ku Wiśle. Część ludzi przeprawiła się na drugi brzeg i wieczorem dołączyła do pułku. Był wśród nich pluton 4 szwadronu.
Brygada przy decydującym udziale pułku zdołała przebić się z Borów Tucholskich w rejon Bydgoszczy. 3 września na szosie Drzycim – Dąbrówka nie stawiły się na zbiórkę pułku: 1 szwadron, 4 szwadron (bez plutonu), szwadron ckm (bez plutonu), pluton pionierów, poczet sztandarowy, adiutantura pułku oraz tabory. Siły te stanowiły większość pułku tj. ponad 400 szwoleżerów, nie wliczając w to 2 szwadronu odkomenderowanego do osłony 2 batalionu strzelców. Pododdziały, które przybyły na wyznaczone miejsce zbiórki z opóźnieniem, już nikogo tam nie zastały. Część ruszyła na południe w rejon Przysierska. Zostały one zbombardowane i rozczłonkowały się. 1 szwadron z plutonem pionierów, adiutantem pułku i pocztem sztandarowym ruszył na południowy wschód, gdzie dołączył do oddziałów 9 Dywizji Piechoty i 16 pułku ułanów, z którymi zaczął współdziałać. Oddział ten walczył na tyłach wroga ponosząc straty. Część żołnierzy dostała się do niewoli. Reszta doszła w rejon Bydgoszczy i tam się rozwiązała. Sztandar pułkowy z 1934 został zakopany w rejonie Gródka nad Wdą. Szwadron ckm ruszył w kierunku Świecia, a po napotkaniu Niemców skręcił na północ w kierunku Grupy. W walkach ponosił straty i nocą z 3 na 4 września, porzucając sprzęt i konie w rejonie Bratwina, przeprawił się przez Wisłę i 6 września dotarł do Włocławka, do Ośrodka Zapasowego pułku. 4 szwadron (bez I plutonu) podczas przeprawy przez Wisłę w rejonie Świecia, atakowany przez lotnictwo i broń pancerną został rozbity. Za rzekę dotarły tylko nieliczne grupki szwoleżerów. Również (3 września) na przeprawę w Orzechowie szły tabory pułku. 2 szwadron idący od Swarożyna w straży tylnej 2 batalionu strzelców w rejon Świecia przybył 3 września około godz. 6:00 i wszedł do akcji bojowej na południe od Przechowa. I pluton walcząc z wrogiem umożliwił wycofanie się pozostałym dwóm plutonom przez Kosowo w rejon Bydgoszczy i dołączenia szwadronu do pułku. W Kosowie I pluton został okrążony przez Niemców, walcząc do ostatniego naboju. Ocaleli szwoleżerowie wpław przebyli Wisłę. Szwadron walczył z nadzwyczajnym męstwem, godnym pięknych tradycji pułku.

#### W odwrocie i w bitwie nad Bzurą
Od 4 do 6 września pododdziały pułku przebywały w Łęgowie. Zreorganizowano brygadę na pułk zbiorowy Pomorskiej Brygady Kawalerii. 2 pułk szwoleżerów uzupełniono do stanu dwóch szwadronów liniowych, plutonu ckm, szwadronu kolarzy (100 żołnierzy), plutonu łączności i działka ppanc. W dniach 4–6 września zreorganizowany już 2 pułk szwoleżerów otrzymał zadanie dozorowania Wisły na odcinku Solec Kujawski – Toruń, a 7 września pułk został z niego zwolniony. 2 pułk przeszedł do Aleksandrowa Kujawskiego i wówczas do niego dołączyły grupy szwoleżerów, które w Orzechowie przeszły na drugą stronę Wisły. Część szwoleżerów wcielono do pułku, a pozostałych odesłano do Ośrodka Zapasowego w Garwolinie.
8 września pułk osiągnął rejon Izbicy, gdzie dowódca pułku nawiązał kontakt z dowódcą Armii „Poznań”. Pułk zbiorowy Pomorskiej BK, w składzie którego działał 2 pułk szwoleżerów otrzymał zadanie wzięcia udziału w uderzeniu armii na skrzydła i tyły nieprzyjaciela. 9 września pułk nawiązał styczność z Podolską Brygadą Kawalerii, a 10 września prowadził rozpoznanie w rejonie Parzęczewa – Piaskowic w kierunku na Zgierz nad Bzurą. 11 września 3 szwadron i szwadron kolarzy otrzymały zadanie natarcia na Niemców obsadzających Górę Ozorkową (Góra Bona). Szwadron kolarzy zdobył wzgórze z zaskoczenia i utrzymał je, a 3 szwadron wyszedł na tyły wroga zagrażając jego stanowiskom dowodzenia. Niemieckie przeciwnatarcie zostało odparte, a zdobyty teren utrzymany. Był to jedyny udział pułku w tej kampanii w niewymuszonej kontrofensywie wielkiej jednostki organizacyjnej. W dniach 19–23 września resztki pułku przebijały się przez Puszczę Kampinoską do Warszawy. Wielu szwoleżerów zginęło w puszczy lub dostało się do niewoli. Część dostała się do Warszawy i brała udział w jej obronie. 2 pułk szwoleżerów przestał istnieć. Szczegółowy opis działań i walk znajduje się w artykule Zbiorczy Pułk Kawalerii Pomorskiej Brygady Kawalerii.

### Walki szwadronów marszowych nr 1 i 2 Pomorskiej BK
Dowódca szwadronu zapasowego 2 pszwol. we Włocławku mjr Władysław Wichtowski w okresie od 27 sierpnia do 3 września 1939 sformował z nadwyżek pułku dwa szwadrony marszowe liczące po ok. 90 żołnierzy każdy:
- szwadron marszowy nr 1 Pomorskiej BK (2 pszw.) – rtm. rez. inż. Antoni Wieniawski,
- dowódca plutonu – wachm. pchor. rez. Jerzy Kentzer[24] †17 IX 1939 Puszcza Kampinoska[e]
- szwadron marszowy nr 2 Pomorskiej BK (16 puł.) – por. kaw. rez. inż. Edward Marian Wołoszyński[f]
- dowódca plutonu – por. kaw. rez. Władysław Kozika[29][g] †19 IX 1939[25]
- dowódca plutonu – ppor. kaw. rez. Jerzy Bohdan Skoczyński[32][h]
- dowódca plutonu – ppor. kaw. rez. Zygmunt Skoczyński[35]

5 września do szwadronów dołączył 1 oficer, 1 podchorąży i 14 szwoleżerów z rozbitego szwadronu ckm macierzystego pułku.
Na mocy rozkazu dowódcy Pomorskiej BK płk A. Zakrzewskiego wydanego 5 września z tych dwóch szwadronów utworzono "dywizjon detaszowany" 2 pułku szwoleżerów:
- dowódca -  rtm. rez. Antoni Wieniawski
- adiutant dywizjonu - ppor. rez. Jerzy Skarżyński (wcześniej szwadron ckm)
- dowódca 1 szwadronu - por. rez. Jan Karnkowski (wcześniej 16 puł.)
- dowódca 2 szwadronu - por. kaw. rez. inż. Edward Marian Wołoszyński[36].

Dywizjon został podporządkowany dowódcy Oddziału Wydzielonego 5 Dywizji Piechoty ppłk. dypl. Stanisławowi Sadowskiemu. Wraz z nim osłaniał przedmoście włocławskie do 8 września, po wysadzeniu mostu dozorował zachodni odcinek Wisły pomiędzy Włocławkiem, Płockiem i Dobrzykowem w dniach 8-15 września. Stoczył pomyślne potyczki z próbującymi desantować się na zachodnim brzegu Wisły, niemieckimi pododdziałami rozpoznawczymi. 10 września pod Duninowem i Soczewką, odparł lądujący pododdział niemiecki, a 14 września następny, który był wspierany artylerią w pobliżu miejscowości Lucień. 15 września osłaniał tyły 15 Dywizji Piechoty i 27 Dywizji Piechoty walczących z desantem niemieckim pod Dobrzykowem. 16 września był atakowany przez lotnictwo wroga podczas marszów i osłony obu polskich dywizji pod Budami i Budami Iłowieckimi. Dywizjon przekroczył całością sił rzekę Bzurę 17 września pod ostrzałem niemieckiej artylerii i osobno szwadronami maszerując przez Puszczę Kampinoską dotarł do Kazunia. 2 szwadron marszowy stoczył w puszczy walkę z jednostką niemiecką, w wyniku której poległo kilkunastu szwoleżerów, kilku zostało rannych i zaginęło, wśród nich dowódca szwadronu i jeden z oficerów. Nad pozostałościami 2 szwadronu objął dowództwo adiutant dywizjonu. Następnie przez Palmiry, Czosnów i Młociny wałem wiślanym w nocy 18/19 września dotarł do Bielan, likwidując w Młocinach grupę dywersantów. 20 września rano dywizjon dotarł do Warszawy, tego samego dnia do dywizjonu wcielono pozostałość szwadronu marszowego 8 psk z por. rez. J. Około-Kułakiem. Do 19 września straty w poległych, rannych i zaginionych wynosiły 34 żołnierzy. Do 22 września dywizjon kwaterował w CIWF na Bielanach, dołączyły do niego resztki szwoleżerów ze szwadronów 3 i kolarzy macierzystego pułku. Dowództwo 2 szwadronu uzupełnionego szwoleżerami przejął por. A. Wojciechowski. Następnie od 22 września kwaterował w koszarach 1 pułku szwoleżerów. Poniósł straty od niemieckiego ostrzału artyleryjskiego, od nocy 24/25 września dywizjon szwoleżerów wspierał 9 pułk ułanów na Mokotowie. 25 września wykonał kontratak w rejonie Królikarni na pododdziały niemieckiej 46 DP. Kontratak spieszonych szwoleżerów i plutonu strzelców konnych 8 psk załamał się w niemieckim ostrzale, artylerii i broni maszynowej. Poległo 20 szwoleżerów, wśród nich rotmistrz Wieniawski, a 3 oficerów zostało rannych, wśród nich dowódca 1 szwadronu. Dywizjon bronił na barykadach rejon skrzyżowania ulic Belwederskiej i Piaseczyńskiej. Dowodzenie przejął por. Wojciechowski. W obronie Warszawy walczył też na Mokotowie sformowany z rozbitków 2 pułku po przeprawie pod Świeciem, pluton por. K. Branickiego. Szwoleżerowie skapitulowali wraz garnizonem Warszawy.

### Działania jednostek II rzutu mobilizacyjnego 2 pułku Szwoleżerów Rokitniańskich
Od 27 sierpnia 1939 w rejonie Garwolina we wsiach Głoskowo i Jagodno pod dowództwem rtm. Konstantego Smolikowskiego z Oddziału Zbierania Nadwyżek 2 pułku szwoleżerów rozpoczęto w ramach Ośrodka Zapasowego Pomorskiej BK formowanie pododdziałów kawalerii mających stanowić uzupełnienie i podstawy do odtworzenia rozbitych pułków Pomorskiej BK.

#### Szwadron marszowy pieszy 2 pszw. rtm. Nestorowicza
W Głoskowie został sformowany szwadron pieszy 2 p szwol. pod dowództwem rtm. Mieczysława Nestorowicza. Z uwagi na zagrożenie przepraw przez Wisłę. W dniu 4 września po wzmocnieniu plutonem ckm ze szwadronu ckm 2 p szwol. szwadron rtm. Nestorowicza wszedł w skład Oddziału Wydzielonego „Maciejowice” rtm. Jana Tyblewskiego. Jeden wzmocniony pluton szwadronu zajął przyczółek mostowy na zachodnim brzegu Wisły, a większość szwadronu na brzegu wschodnim obok mostu. 9 września na przyczółek mostowy uderzyły niemieckie czołgi 1 Dywizji Lekkiej. Po zniszczeniu mostu i poniesionych stratach 3 poległych, pluton znajdujący się na przedmościu wraz z dowódcą szwadronu dostał się do niewoli niemieckiej. 5 września na szwadrony broniące zachodniego brzegu Wisły ataków dokonało lotnictwo niemieckie. Szwadrony z innych pułków i pluton ckm 2 p szwol. wycofały się do rejonu Garwolina i miejsc formowania, natomiast pozostające na wschodnim brzegu pozostała część szwadronu pieszego 2 p szwol. rozproszyły się i częściowo zdezerterowały, oprócz dowódców plutonów. Po przybyciu rtm. Gwidona Salomona i jego improwizowanych pododdziałów do Maciejowic, oficerowie 2 p szwol. odeszli do macierzystego OZN.

#### Dywizjon marszowy 2 pszw.
10 września sformowane szwadrony konny rtm. Stefana Krzyżanowskiego (4 plutony) i szwadron ckm ppor. rez. Michała Rudowskiego (4 plutony - 14 ckm wz.30) weszły w skład utworzonego dywizjonu 2 pułku szwoleżerów:
- dowódca dywizjonu - rtm. Stefan Krzyżanowski,
- zastępca dowódcy dywizjonu - rtm. rez. Stanisław Brukalski,
- dowódca szwadronu konnego – rtm. Stefan Krzyżanowski (do 14 IX), por. rez. Jan Sędzimir (do 22 IX) i rtm. rez. Stanisław Brukalski (22-23 IX),
- dowódca szwadronu ckm - ppor. rez. Michał Rudowski.

Tego dnia opuściły rejon formowania wraz z Zgrupowaniem Ośrodków Zapasowych Kawalerii „Garwolin”. Dywizjon maszerował przez Żelechów i 13 września dotarł do okolic Radzynia Podlaskiego, gdzie wszedł w skład organizującej się Grupy Kawalerii ppłk. Edwarda Wani. Wraz z Grupą Kawalerii dywizjon maszerował przez Suchowolę, Parczew, Łęczną, Pawłów do Rejowca. Dowództwo dywizjonu sprawował rtm. Krzyżanowski, po nim szwadron konny przejął por. rez. Jan Sędzimir. W nocy 18/19 i od rana 19 września dywizjon szwoleżerów osłaniał Warszawski pułk ułanów i pododdziały 39 Dywizji Piechoty rez. w walkach o Krasnystaw, dywizjon w tych walkach osłonowych poniósł znaczne straty. 22 września podczas walk w rejonie Łabuńki i Łabunie stanowił odwód Grupy Kawalerii ppłk. Wani. Pod Cześnikami w lesie Bożydar prowadził walki z piechotą niemiecką, uległ częściowemu rozproszeniu. Po ponownym zebraniu się większości dywizjonu, szwadron ckm odłączył się od dywizjonu szwoleżerów i pomaszerował wraz z Warszawskim pułkiem ułanów w kierunku południowym. Wspierał dywizjon 7 pułku ułanów mjr Głuchowskiego podczas prowadzonego 23 września natarcia na Jacnię. Niemiecki batalion 68 DP wyszedł na tyły dywizjonu ułanów mjr. Głuchowskiego i szwadronu ckm szwoleżerów, rozbijając oba pododdziały. Resztki szwadronu tj. kilkunastu szwoleżerów wraz z dowódcą szwadronu przedarły się w szyku konnym przez pierścień okrążenia na południe od Tomaszowa Lubelskiego i dołączyły do 11 pułku ułanów, z którym skapitulowały 27 września w rejonie Janowa Lubelskiego. Pozostałość dywizjonu tj. część szwadronu por. Sędzimira po potyczkach 23 września, weszły już bez dowódcy w skład zbiorczego szwadronu, złożonego z rozbitków 16 puł. i 2 pszw. pod dowództwem rtm. C. Dmochowskiego. Szwadron rtm. Dmochowskiego prowadził potyczki z wojskami niemieckimi, przebił się przez lasy janowskie i biłgorajskie do lasów bychawskich, gdzie 27 września został rozwiązany. Grupa 12 konnych, wśród nich 3 oficerów 2 pułku szwoleżerów usiłowała się przedrzeć do Warszawy, lecz 30 września we wsi Orlicz k. Kurowa dostali się do niemieckiej niewoli.
| Struktura organizacyjna i obsada personalna we wrześniu 1939 | Struktura organizacyjna i obsada personalna we wrześniu 1939 | Struktura organizacyjna i obsada personalna we wrześniu 1939          |
| Stanowisko etatowe                                           | Stopień, imię i nazwisko                                     | Uwagi                                                                 |
| ------------------------------------------------------------ | ------------------------------------------------------------ | --------------------------------------------------------------------- |
| dowódca pułku                                                | ppłk dypl. kaw. Józef Trepto                                 | †1940 Charków                                                         |
| zastępca dowódcy pułku                                       | ppłk kaw. Tadeusz Łękawski                                   | 4–17 IX 1939 dowódca pułku, niemiecka niewola                         |
| adiutant pułku                                               | rtm. Stefan Karwacki                                         |                                                                       |
| oficer ordynansowy                                           | ppor. rez. Józef Markiewicz                                  |                                                                       |
| oficer broni i gazu, dowódca plutonu pionierów               | ppor. kaw. rez. Zygmunt Wyszyński                            |                                                                       |
| kwatermistrz                                                 | mjr kaw. Jan Skawiński                                       | Wojsko Polskie we Francji                                             |
| oficer żywnościowy                                           | chor. Stanisław Gołębski                                     |                                                                       |
| płatnik                                                      | kpt. int. Jan Wróbel                                         | w niemieckiej niewoli                                                 |
| naczelny lekarz medycyny                                     | mjr lek. wet. dr Henryk Bazyli Dąbrowski                     |                                                                       |
| lekarz weterynarii                                           | por. lek. wet. Stanisław Gustaw Sosiński                     | †1940 Charków                                                         |
| dowódca szwadronu gospodarczego                              | p.o. chor. Jan Mikuła                                        |                                                                       |
| dowódca 1 szwadronu                                          | por. kaw. Adam Jaroszewski                                   |                                                                       |
| dowódca I plutonu                                            | ppor. kaw. Witold Andrzej Kądzielawa                         | †5 I 1941 Perth                                                       |
| dowódca II plutonu                                           | ppor. kaw. Mieczysław Liber                                  | † w niemieckiej niewoli                                               |
| dowódca III plutonu                                          | plut. pchor. / ppor. kaw. Jan Wiązowski                      | od 18 IX 1939 w sowieckiej niewoli                                    |
| wachmistrz szef                                              | st. wachm. Jan Bogdanowicz                                   |                                                                       |
| dowódca 2 szwadronu                                          | rtm. Jan Przeździecki                                        | Biuro Finansów i Kontroli KG AK                                       |
| dowódca I plutonu                                            | por. kaw. Antoni Kubicki                                     | †3 IX 1939 Kosowo                                                     |
| dowódca II plutonu                                           | por. kaw. rez. Antoni Linettej                               | 3 IX 1939 Kosowo ciężko ranny, niemiecka niewola                      |
| dowódca III plutonu                                          | chor. Józef Salomon                                          | 3 IX 1939 Kosowo ciężko ranny, niemiecka niewola (Oflag VII A Murnau) |
| wachmistrz szef                                              | plut. Józef Siuda                                            |                                                                       |
| dowódca 3 szwadronu                                          | por. kaw. Albert Wojciechowski                               |                                                                       |
| dowódca I plutonu                                            | ppor. kaw. Kazimierz Nowicki                                 |                                                                       |
| dowódca II plutonu                                           | ppor. kaw. Zdzisław Władysław Mielnik                        | † w niemieckiej niewoli                                               |
| dowódca III plutonu                                          | ppor. kaw. rez. Jan Władysław Kamiński                       |                                                                       |
| wachmistrz szef                                              | st. wachm. Tadeusz Szyjkow                                   |                                                                       |
| dowódca 4 szwadronu                                          | por. kaw. Kazimierz Branicki                                 | niemiecka niewola (Oflag II C Woldenberg)                             |
| dowódca szwadronu ckm                                        | rtm. Roman Łoziński                                          | niemiecka niewola (Oflag II C Woldenberg, Oflag VII A Murnau)         |
| dowódca I plutonu                                            | ppor. kaw. Witold Jan Benon Kreutzinger                      | †3 IX 1939 Grupa                                                      |
| dowódca szwadronu kolarzy                                    | por. Stanisław Stryjewski                                    | major, zastępca dowódcy Pułku 6 Pancernego                            |
| dowódca I plutonu                                            | ppor. kaw. rez. Kazimierz Wittke                             | od 19 IX 1939 w niemieckiej niewoli                                   |
| dowódca II plutonu                                           | ppor. kaw. rez. Stanisław Franciszek Göttinger               | †3 IX 1939 Przechowo                                                  |
| dowódca III plutonu                                          | ppor. kaw. rez. Jan Antoni Brzozowski                        | †26 IX 1939 Warszawa                                                  |
| wachmistrz szef                                              | chor. Skrzypczak                                             |                                                                       |
| dowódca plutonu ppanc.                                       | ppor. kaw. Eugeniusz Sobiesław Tuszko                        | †3 IX 1939 Przechowo                                                  |
| dowódca plutonu łączności                                    | por. kaw. Janusz Borowski                                    | †3 IX 1939 Topolno (ciężko ranny, popełnił samobójstwo)               |

## Symbole pułkowe

### Sztandar
Pułk posiadał trzy sztandary.

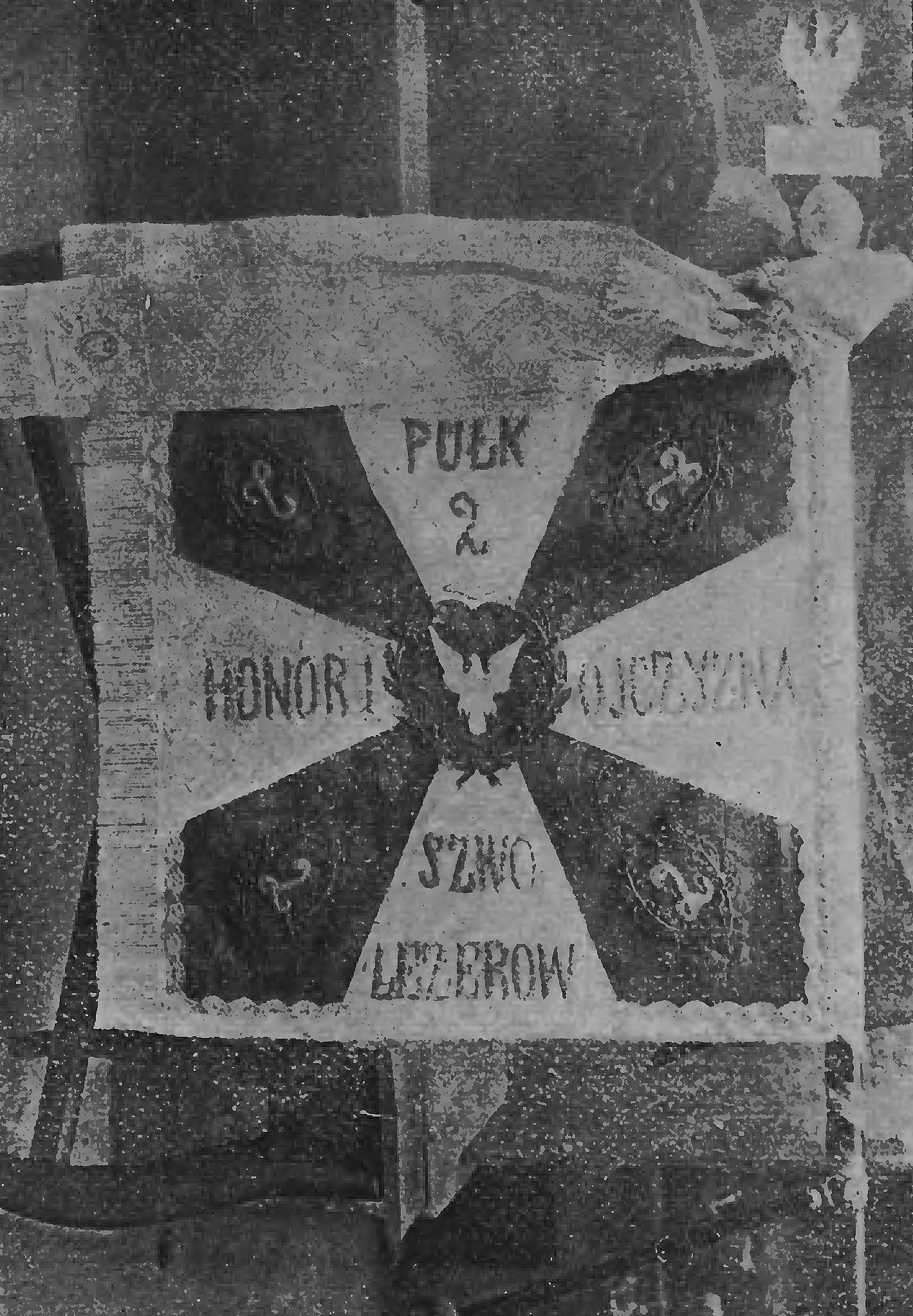
Sztandar z 1920

Pierwszy został ofiarowany przez gminę miasta Krakowa w czerwcu 1920. W lipcu 1920 na Wawelu delegacja 2 pułku szwoleżerów rokitniańskich otrzymała chorągiew. W środku prawej strony wyhaftowano podobiznę Matki Boskiej Częstochowskiej, poniżej herb Krakowa. Lewą stronę stanowił srebrny krzyż z napisem na górnym ramieniu „PUŁK”, poniżej cyfrę „2” i jeszcze niżej „SZWOLEŻERÓW”. Na bocznych ramionach dewiza „HONOR I OJCZYZNA”. Pośrodku krzyża znajdował się orzeł z koroną w wieńcu laurowym. W rogach płatu wyhaftowano w wieńcach laurowych cyfry „2”. Chorągiew towarzyszyła pułkowi w czasie walk o granice.
Sztandar ten towarzyszył również pułkowi w wojnie 1939 po zaprzestaniu walk został ukryty, a odnaleziony dopiero w 1973 we wsi Piotrów pod Sochaczewem.
W 1922 (?) pułk przejął też sztandar 2 pułku szwoleżerów Armii gen. Józefa Hallera.
11 sierpnia 1934 prezydent RP Ignacy Mościcki w Starogardzie wręczył pułkowi kolejny sztandar ufundowany przez społeczeństwo Krakowa. Po prawej stronie płata, w wieńcu laurowym widniała dewiza „HONOR I OJCZYZNA”. W rogach u góry z prawej strony wyhaftowano odznakę 2 p uł. LP, z lewej – herb miasta Krakowa, u dołu z prawej strony obraz Matki Boskiej Częstochowskiej, z lewej – odznakę 2 p.szwol. Pomiędzy ramionami krzyża wyhaftowano napisy: u góry „ROKITNA 13 VI 1915”, u dołu „11 VIII 1934”, po bokach – z prawej strony „KRAKÓW 2 XI 1918”, z lewej „KRAKÓW 11 VIII 1914”. Lewa strona sztandaru zawierała m.in. godło państwowe z napisami na ramionach krzyża „2 SZWOL”.
Po kampanii wrześniowej sztandar trafił w ręce Niemców. Do 1973 eksponowany był w Muzeum Historii w Berlinie. W tym właśnie przekazany został do Muzeum Wojska Polskiego w Warszawie.

### Odznaka pamiątkowa
Odznaka pamiątkowa 2 puł LP
21 kwietnia 1920 minister spraw wojskowych rozporządzeniem L. 872/20 B.P. 1 zatwierdził odznakę pamiątkową 2 pułku ułanów Legionów Polskich.
Stanowi ją tarcza, na której wpisano inicjał i numer „2 U”. Na górze tarczy czapka szwoleżerska wojska Księstwa Warszawskiego etyszkietami zwisającymi na ramię tarczy. Oficerska – jednoczęściowa, wykonana w srebrze. Wymiary: 41×27 mm. Autorem projektu odznaki był S. Filipkowicz, a wykonawcą Stanisław Lipczyński z Warszawy.
Odznaka koleżeńska
13 grudnia 1921 generał porucznik Kazimierz Sosnkowski rozkazem G.M. 7428.21.I zezwolił na noszenie odznak pamiątkowych wyłącznie tych, które zostały zatwierdzone przez ministra spraw wojskowych lub Naczelnego Wodza. Wśród tych odznak została wymieniona odznaka pamiątkowa 2 pułku szwoleżerów.
Odznaka o wymiarach 41x41 mm ma kształt krzyża Orderu Virtuti Militari z ramionami emaliowanymi na biało o złoconych krawędziach. Na środku krzyża wizerunek czapki szwoleżerskiej emaliowanej na amarantowo i czarno oraz złocone pół-słońce. Na ramionach wpisano numer i inicjały „2 SzR” oraz daty „1914 1915 1918”. Między ramionami krzyża skrzyżowane lance z proporczykami w barwie białej z amarantowym paskiem pośrodku. Odznaka oficerska – dwuczęściowa, wykonana w tombaku złoconym, emaliowana. Autorem projektu odznaki był rtm. Stanisław Lewicki, a wykonawcą Józef Michrowski z Warszawy.
Odznaka pamiątkowa 2 pszw
6 września 1929 minister spraw wojskowych, w uzupełnieniu rozkazu G.M. 7428.21.I z 13 grudnia 1921, zatwierdził regulamin odznaki pamiątkowej 2 pułku szwoleżerów, dostosowany do przepisów o odznakach pamiątkowych formacji, ogłoszonych 21 kwietnia 1928.
Wykonanie jak odznaka koleżeńska; jednak bez dat na ramionach krzyża. Na dolnym ramieniu krzyża wpisano numer i inicjały „2 SzR”. Dwuczęściowa – oficerska, wykonana w srebrze. Wykonanie: Stefan Cegiełka – Warszawa.

### Barwy
| Proporczyk | Opis                                                                |
| ---------- | ------------------------------------------------------------------- |
|            | Proporczyk srebrny z amarantową żyłką noszony na kołnierzach kurtek |
|            | Proporczyk biały z amarantową żyłką noszony na lancach              |
|            | Proporczyk dowództwa                                                |
|            | Proporczyk 1 szwadronu                                              |
|            | Proporczyk 2 szwadronu                                              |
|            | Proporczyk 3 szwadronu                                              |
|            | Proporczyk 4 szwadronu                                              |
|            | Proporczyk 5 szwadronu ckm                                          |
|            | Proporczyk plutonu łączności                                        |
| Inne       | Opis                                                                |
|            | Czapki okrągłe, otok biały.                                         |
|            | Lampasy                                                             |
|            | „Łapka” (do 1921) – karmazynowa, wypustka biała                     |

### Żurawiejki
| Zawsze byli bracią bitną, zwyciężyli pod Rokitną.                          | Sławny pułk, ma szwabskie gwery rokitniańskie szwoleżery.   | Kradną kury, kradną sery, spod Rokitny szwoleżery. |
| Rokitniańskie szwoleżery, dzielnie kroczą przez bariery.                   | Jeździec-Polak ma w naturze, bić się w polu, a nie w murze. |                                                    |
| Po każdej zwrotce: Lance do boju, szable w dłoń, bolszewika goń, goń, goń! |                                                             |                                                    |

## Rokitniańscy szwoleżerowie
Dowódcy pułku:

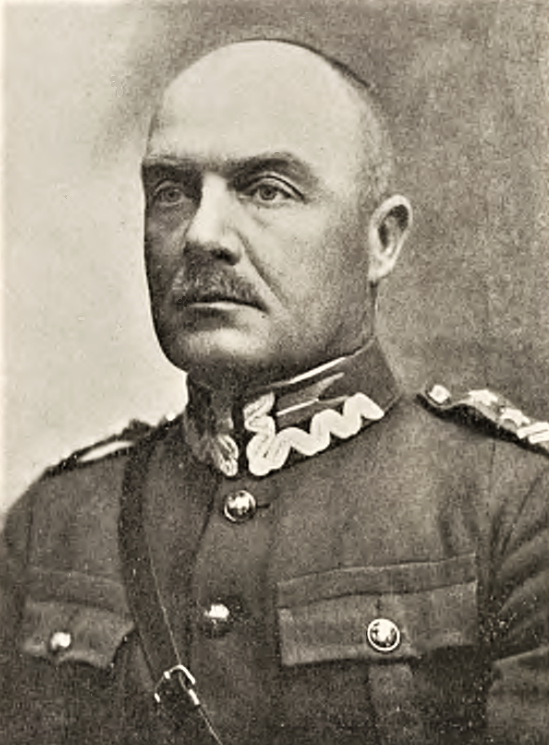
Ppłk Edward Strawiński

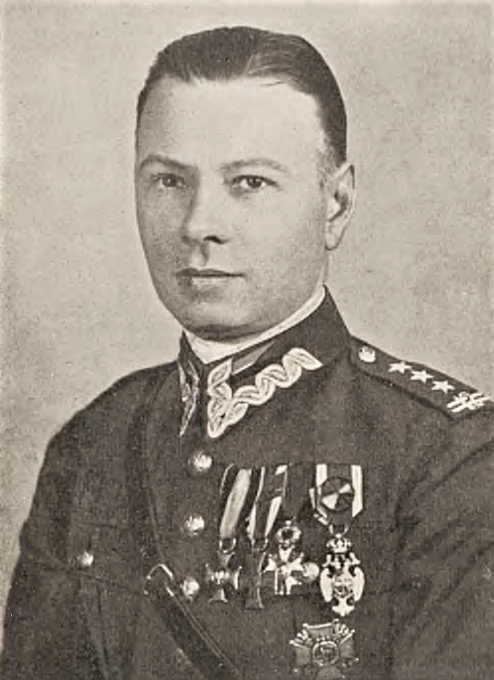
Płk Rudolf Rupp

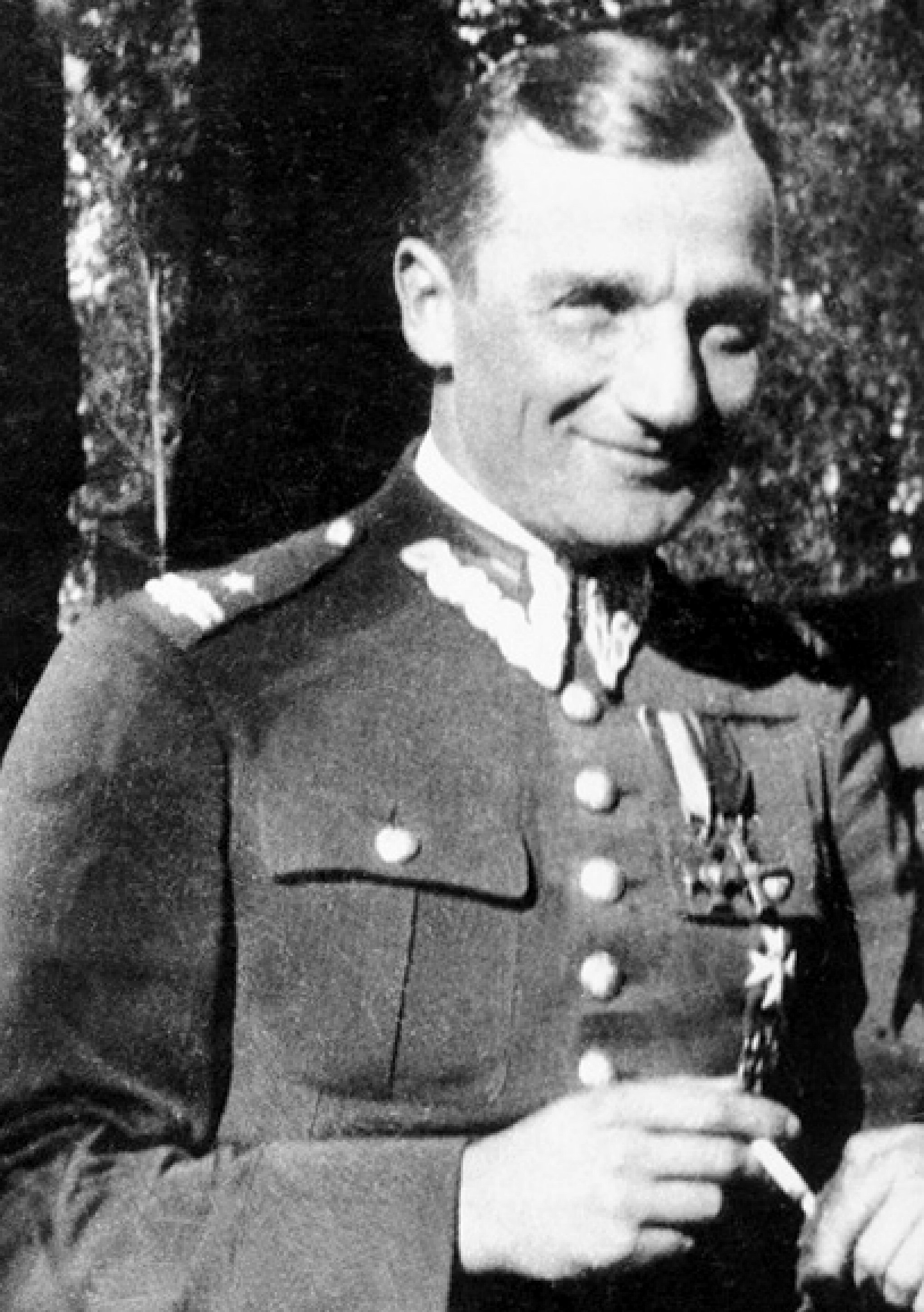
Major Henryk Dobrzański

- płk Roman Żaba (15 XI 1918 – 2 VII 1919)
- płk Władysław Oksza-Orzechowski (2 VII 1919 – 14 III 1920)
- mjr Edward Strawiński (14 III – 10 VI 1920)
- płk Rudolf Rupp (10 VI 1920 – 20 I 1927)
- płk dypl. Bolesław Świdziński (20 I 1927 – 10 VII 1929)
- płk dypl. Konstanty Drucki-Lubecki (10 VII 1929 – 1 III 1932)
- płk dypl. Leon Mitkiewicz-Żołłtek (1 III 1932 – 10 XI 1935)
- ppłk Witold Radecki-Mikulicz (10 XI 1935 – 30 III 1938)
- ppłk dypl. Józef Trepto (30 III 1938 – 4 IX 1939)
- ppłk kaw. Tadeusz Łękawski (od 4 IX 1939)

Zastępcy dowódcy pułku (od 1938 – I zastępca dowódcy pułku)
- mjr Feliks Jaworski (od 14 VI 1923[75])
- Aleksander Pragłowski
- ppłk kaw. Jerema Ksawery Jan Zapolski (1928)
- mjr kaw. Edward Wilczyński (VII 1929 – V 1930)
- ppłk kaw. Stanisław Klepacz (VI 1930 – I 1931 → zastępca dowódcy 7 puł)
- ppłk kaw. Tadeusz Łękawski (I 1931 – 3 IX 1939)
- mjr dypl. kaw. Zygmunt Zalewski (dubler do † 26 VI 1939)

### Kawalerowie Virtuti Militari
| Żołnierze pułku odznaczeni Krzyżem Srebrnym Orderu Wojskowego Virtuti Militari w tym żołnierze byłego 2 pułku ułanów Legionów Polskich odznaczeni dekretem Naczelnego Wodza z 17 maja 1922. |                                                    |                                        |
| śp. wachm. LP Tadeusz Adamski | rtm. Józef Byszewski nr 5456                       | rtm. Józef Broda                       |
| rtm. Karol Krzysztof Bokalski | por. Tadeusz Brincken                              | śp. pchor. Tadeusz Bieńkowski          |
| kpr. Franciszek Bienias | wachm. Wiktor Budzałek                             | rtm. Stefan Chomicz nr 5457            |
| rtm. Karol Czulak | rtm. Jan Chwalibóg                                 | por. Wacław Czarski                    |
| kpr. Władysław Chądzyński nr 3842 | kpr. Mieczysław Chwalibóg                          | śp. ułan Michał Stanisław Choróbski    |
| śp. rtm. Zbigniew Dunin-Wąsowicz | rtm. Henryk Dobrzański                             | rtm. Kazimierz Dzieliński              |
| śp. por. LP Bolesław Dunin-Wąsowicz | st. wachm. Emil Duda                               | plut. Leszek Dobrowolski               |
| rtm. Stanisław Ejzerman | ppor. Marian Fąfara                                | wachm. Michał Firlit                   |
| por. Zdzisław Gąsiorowski | śp. st. ułan Emil Grabaczewski                     | plut. Edward Hensoldt nr 5494          |
| śp. szwol. Konrad Hykiel nr 5603 | wachm. Bogumił Jędrzejewski                        | wachm. Stanisław Juras                 |
| śp. ułan LP Stefan Jaworski | śp. ułan Bazyli Janiszyn                           | rtm. Wincenty Karski                   |
| rtm. Wiktor Kunachowicz | śp. rtm. LP Albert Kordecki                        | rtm. Andrzej Kunachowicz               |
| por. Aleksander Konarski | por. Andrzej Kuczek                                | por. Adam Kossowski                    |
| por. Franciszek Koy | ppor. Jerzy Kokowski                               | wachm. Stefan Kajderowicz              |
| wachm. Bolesław Krygler | wachm. Hipolit Konopka                             | kpr. Karol Karasiński                  |
| śp. ułan LP Witold Kiełczewski | śp. ułan Bolesław Kubik                            | śp. ułan Tadeusz Kolański              |
| rtm. Stefan Liszko | ppor. Adam Larysz-Niedzielski                      | rtm. Tadeusz Łękawski nr 5463          |
| śp. ułan Bronisław Łuszczewski | śp. ułan Eugeniusz Łada                            | ppłk Janusz Jagrym-Maleszewski         |
| mjr Roman Machnicki | rtm. Jan Maetschke                                 | rtm. Józef Młodecki-Sławisz            |
| por. Paweł Mencel nr 4612 | śp. ppor. Stanisław Miłaszewski                    | śp. ułan Wojciech Mazur                |
| śp. ułan Michał Majda | szwoleżer Jan Michalski                            | płk SG Adam Nałęcz Nieniewski          |
| rtm. Stanisław Nałęcz-Moszyński | por. Stefan Nałęcz-Moszyński                       | ppor. Augustyn Nieniewski              |
| śp. wachm. Władysław Nowakowski | por. Tadeusz Olchawa                               | st. wachm. Sylwester Pelikan           |
| wachm. Maksymilian Paradystal | plut. Rudolf Pamuła                                | kpt. Tadeusz Poc                       |
| śp. ułan LP Kazimierz Prokop | ppłk Stanisław Józef Rabiński                      | mjr Rudolf Rupp                        |
| mjr Zygmunt Jerzy Rolecki | rtm. Aleksander Pragłowski                         | rtm. Aleksander Romer                  |
| rtm. Klemens Rudnicki | śp. ppor. Tadeusz Różański                         | ułan Feliks Rothkael (Feolks Rothkahl) |
| śp. ułan LP Jerzy Rakowski | ułan Stanisław Różyc                               | szwoleżer Leon Rygiel                  |
| mjr Bolesław Świdziński | śp. rtm. Roman Senowski                            | rtm. Mirosław Szydłowski               |
| rtm. Józef Szperber | rtm. Jerzy Kuszel                                  | ppor. Stanisław Sokołowski             |
| por. rez. Józef Sztembartt | śp. pchor. Stefan Strzałkowski †4 IX 1920 Cześniki | wachm. Józef Surówka                   |
| plut. Józef Sala | plut. Tadeusz Smelczyński                          | plut. Adolf Słuszniak                  |
| śp. kpr. Jan Słota | śp. ułan LP Mikołaj Szysz                          | śp. ułan LP Władysław Sierhiejewicz    |
| śp. ułan LP Tadeusz Starczewski | ułan Jan Stachura                                  | ppłk Jan I Tyczyński                   |
| por. Mieczysław Targowski-Tarnawa | śp. ppor. LP Stanisław Tylicki                     | śp. ppor. LP Jerzy Topór-Kisielnicki   |
| śp. ułan Władysław Tworkowski | rtm. Bronisław Wojciechowski                       | śp. ppor. LP Roman Włodek              |
| śp. wachm. Piotr Wideryński | wachm. Maciej Wąż                                  | plut. Stanisław Wilczyński             |
| ppłk Kazimierz Ziembiński | śp. ułan LP Antoni Zwatschke                       |                                        |

Ponadto Krzyżem Walecznych zostało odznaczonych 58 oficerów, 138 podoficerów i 206 szeregowych. Wśród odznaczonych był szwoleżer Jan Pańpuch.

### Obsada personalna w 1930
Obsada oficerska pułku w 1930

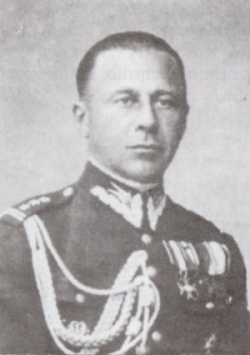
Płk Konstanty Drucki-Lubecki

- ppłk. dypl. Konstanty Drucki-Lubecki – dowódca pułku
- mjr Tadeusz Łękawski – kwatermistrz
- mjr Marceli Stanisław Olszowski – dowódca szwadronu zapasowego
- rtm. Włodzimierz Gilewski
- rtm. Władysław Wiktor Jełowicki
- rtm. Tadeusz Kuźmiński
- rtm. Adam Stanisław Henryk Wilczek
- rtm. Mieczysław Kozanecki
- rtm. Adam Antoni Jordan-Stojowski
- rtm. Jan Kazimierz Jastrzębski
- por. Mieczysław Jerzy Rozwadowski
- por. Józef Młynarski
- por. Stanisław Adam Hamuliński
- por. Mieczysław Mateusz Nestorowicz
- por. Henryk Chodorowski
- por. Stefan Franciszek Karwacki
- por. Zygmunt Jan Muszyński
- por. Bohdan Possart
- por. Wiesław Zygmunt Słapa
- por. Mieczysław Kazimierz Łoziński
- por. Witold Linsenbarth
- por. Witold Synoradzki
- por. Jan Wróbel – oficer administracyjny
- ppor. Aleksander Iwaszkiewicz

### Żołnierze 2 pułku szwoleżerów - ofiary zbrodni katyńskiej
Biogramy zamordowanych oficerów znajdują się na stronie internetowej Muzeum Katyńskiego
| Nazwisko i imię    | stopień              | zawód              | miejsce pracy przed mobilizacją | zamordowany |
| ------------------ | -------------------- | ------------------ | ------------------------------- | ----------- |
| Bielejewski Wacław | ppor. w st. sp.      | rolnik             |                                 | Charków     |
| Lorentz Jerzy      | podporucznik rezerwy | abs. WSH           | pracował w Warszawie            | Katyń       |
| Sosiński Stanisław | podporucznik rezerwy | lekarz weterynarii | praktyka w Starogardzie         | Charków     |
| Trepto Józef       | ppłk dypl.           | żołnierz zawodowy  |                                 | Charków     |
| Woźny Tadeusz      | podporucznik rezerwy | lekarz weterynarii |                                 | Charków     |

## Upamiętnienie

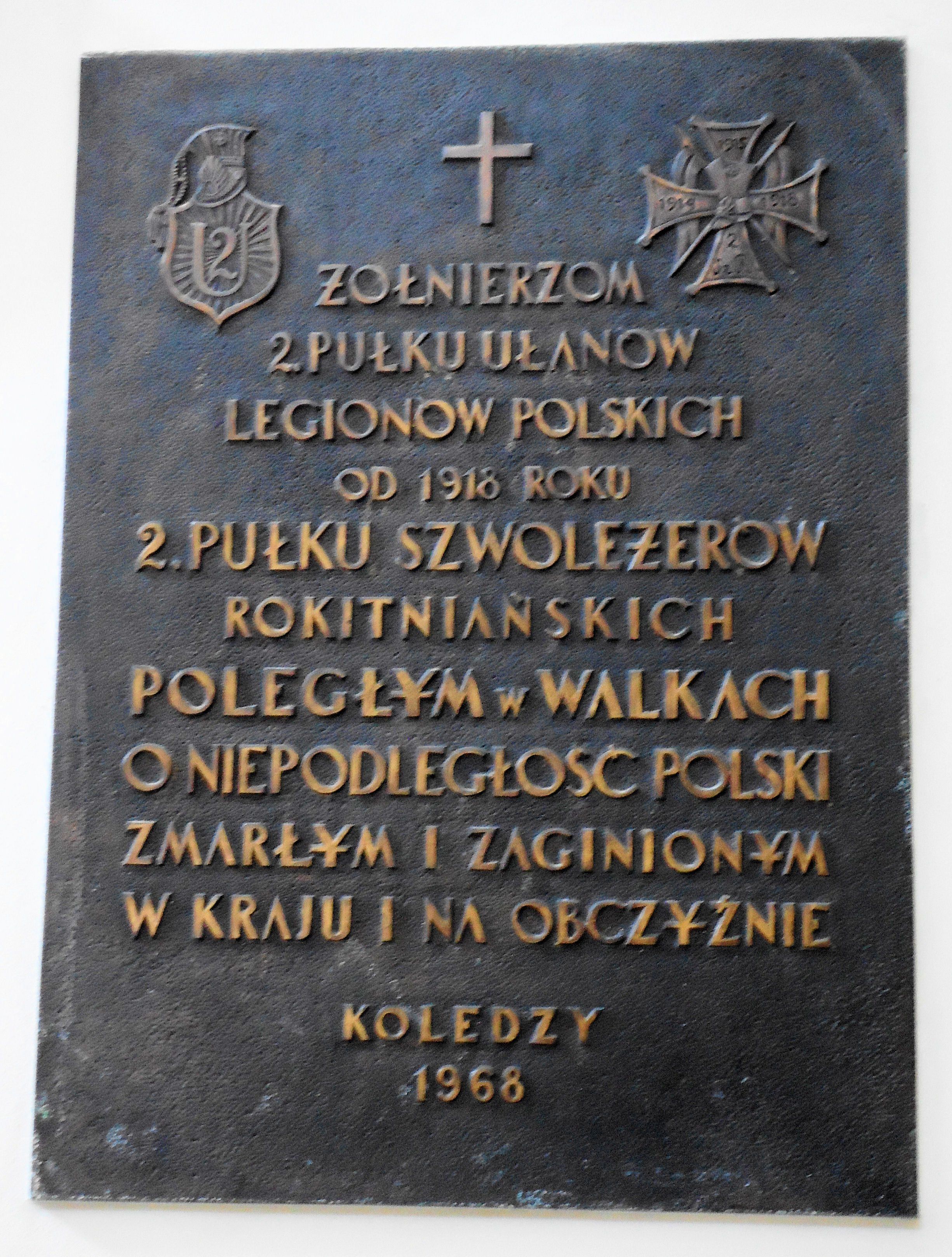
Tablica umieszczona w bazylice św. Krzyża w Warszawie przy Krakowskim Przedmieściu 3

Ulice w Starogardzie Gdańskim i Ozorkowie noszą nazwę 2 Pułku Szwoleżerów Rokitniańskich.
Od 2006 działa w Starogardzie Gdańskim Stowarzyszenie Szwadron 2 Pułku Szwoleżerów Rokitniańskich. Stowarzyszenie wystawia 12 osobowy pododdział konny w pełni umundurowany i wyposażony. 13 czerwca 2007 szwadron, podczas święta pułkowego organizowanego po raz pierwszy od zakończenia wojny, otrzymał sztandar będący wierną kopią sztandaru pułku z okresu międzywojennego. Szwadron lub jego poczet sztandarowy uczestniczy w najważniejszych wydarzeniach związanych z historią kawalerii np. asysta pocztu podczas pogrzebu ks. prałata Zdzisława Peszkowskiego – kapelana Rodzin Katyńskich oraz współczesną kawalerią, a także utrzymuje kontakty z innymi pododdziałami konnymi kawalerii ochotniczej.